# برونو (بييمونتي)
برونو (بالإيطالية: Bruno)‏ هي بلدة وبلدية في مقاطعة أستي في إقليم بييمونتي في جنوب إيطاليا.

## السكان
في سنة 1861 بلغ عدد السكان 892 نسمة، وتطور العدد ليصل في سنة 2011 لـ 351 نسمة.
يظهر هذا المخطط البياني تطور النمو السكاني لـ برونو (بييمونتي)